# Fox Hunt (composición)
«Fox Hunt» es una canción interpretada por Herb Alpert and the T.J.B. Fue publicado en abril de 1974 como el segundo sencillo de su álbum You Smile – The Song Begins.

## Recepción de la crítica
Un escritor no especificado de Record World le otorgó el certificado de “Hit of the Week”, y lo calificó como “su sonido comercial más animado en años”, mientras que Cash Box describió «Fox Hunt» como “un esfuerzo enérgico que seguramente se verá afectado en breve”.

## Lista de canciones
Todas las canciones producidas y arregladas por Herb Alpert.
1. «Fox Hunt» – 2:38
2. «I Can't Go on Living Baby Without You» – 2:48

## Créditos y personal
Créditos adaptados desde las notas de álbum de You Smile – The Song Begins.
Personal técnico
- Herb Alpert – productor, arreglos
- Larry Levine – ingeniero de audio
- Bernie Grundman – masterización

## Posicionamiento
| Gráfica (1974)                              | Pico de posición |
| ------------------------------------------- | ---------------- |
| Canadá (RPM Top Singles)                    | 69               |
| Canadá (RPM Pop Music Playlist)             | 2                |
| Estados Unidos (Billboard Hot 100)          | 84               |
| Estados Unidos (Billboard Easy Listening)   | 14               |
| Estados Unidos (Cash Box Top 100 Singles)   | 70               |
| Estados Unidos (Record World Singles Chart) | 94               |